# Blitzbelichtungskorrektur
Unter einer Blitzbelichtungskorrektur (englisch flash exposure compensation, FEC) versteht man in der Fotografie die beabsichtigte Über- oder Unterdosierung des Blitzlichts einer Kamera mit Hilfe der Blitzsteuerung. Sie beeinflusst die Helligkeit der Objektwiedergabe in Blitzreichweite, jedoch nicht die Helligkeit des Umgebungslichts, diese muss durch eine Belichtungskorrektur an der Kamera verändert werden, zum Beispiel durch Veränderung von Blendenzahl oder Belichtungszeit.
Moderne Blitzgeräte sind dank TTL-Messung in der Lage, die benötigte Blitzlichtmenge über die Kamera zu ermitteln und automatisch zu dosieren. Eine Abweichung vom vorgeschlagenen Wert, den die Blitzbelichtungsmessung ergeben hat, wird dann als Blitzbelichtungskorrektur bezeichnet und in der Maßeinheit EV (exposure value ‚Lichtwert‘) als +/− Abweichung angegeben.
Eine Blitzbelichtungskorrektur kann bei sehr dunklen oder sehr hellen, bilddominanten Flächen erforderlich sein sowie auch bei Objekten, die sich in unmittelbarer Nähe zur Blitzquelle befinden.